# Paweł Meléndez Gonzalo
Paweł Meléndez Gonzalo, Pablo Melendez Gonzalo (ur. 7 listopada 1876 w Walencji, zm. 23 grudnia 1936) – błogosławiony Kościoła katolickiego, członek Akcji Katolickiej.

## Życiorys
Kiedy miał 14 lat, w 1890 roku zmarł jego ojciec. Studiował prawo na Uniwersytecie w Walencji, a po ukończeniu studiów rozpoczął pracę jako prawnik. Potem został dziennikarzem. Był aktywistą stowarzyszeń katolickich. W dniu 25 stycznia 1904 roku poślubił Dolores Bosco, z tego związku urodziło się dziesięcioro dzieci. Jako pierwszy diecezjalny  przewodniczący Akcji Katolickiej realizował swoją dewizę życiową 

Proszę Boga tylko o to, by dał mi swoją miłość i swoją łaskę, i to mi wystarczy.

. Służył Kościołowi katolickiemu jako wydawca Głosu Walencji (La voz de Valencia), a także pomocą prawną. Został zastrzelony w dniu 24 grudnia 1936 stając się jedną z ofiar antykatolickich prześladowań religijnych okresu wojny domowej w Hiszpanii.
Pawła Meléndeza Gonzalo beatyfikował Jan Paweł II w dniu 11 marca 2001 roku jako męczennika zamordowanego z nienawiści do wiary (łac. odium fidei) w grupie 232 towarzyszy Józefa Aparicio Sanza.